# Meadowlands Arena
Die Meadowlands Arena (ehemals „Izod Center“) ist eine Multifunktionshalle im Meadowlands Sports Complex im US-amerikanischen Borough East Rutherford im Bundesstaat New Jersey.

## Geschichte
Der Bau begann am 2. Februar 1979 und die Einweihung fand am 2. Juli 1981 statt. Die ersten Veranstaltungen waren sechs ausverkaufte Konzerte von Bruce Springsteen. Es war bis 2010 das Zuhause der NBA-Basketballmannschaft der New Jersey Nets und bis zum Sommer 2007 die Heimstätte der Eishockeymannschaft der New Jersey Devils (NHL), die ins neue Prudential Center in Newark umzogen.
Im Sommer 2010 zogen auch die New Jersey Nets nach Newark um. Ihr letztes Spiel im Izod Center bestritten die Nets am 12. April 2010 gegen die Charlotte Bobcats.
Die letzte verbliebene Sportmannschaft waren die Rams, das Basketball-Team der Fordham University, welches in der Saison 2010/11 die meisten Spiele im Izod Center austrug. Daneben war das Izod Center weiterhin ein beliebter Ort für Konzerte, Shows und Messen.
Am 15. Januar 2015 entschloss sich das New Jersey Sports and Exposition Authority (NJSEA) wegen der hohen Unterhaltskosten und die daraus resultierenden Verluste zur Schließung der Halle innerhalb weniger Wochen. Der Unterhalt des Izod Center eines Monats lag 2014 bei 750.000 US-Dollar. Von 2011 bis 2014 stiegen die Ausgaben von vier auf 34,3 Mio. US-Dollar. Die Zukunft der Halle ist ungewiss. Möglicherweise wird das Center abgerissen, um Platz für ein Hotel zu machen.

## Galerie

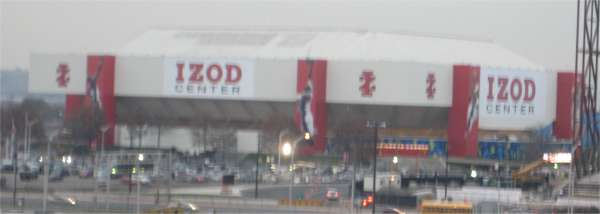
Luftaufnahme
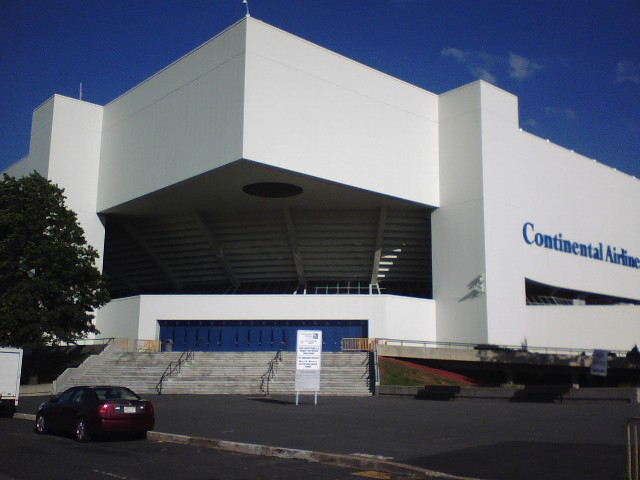
Außenansicht als Continental Airlines Arena
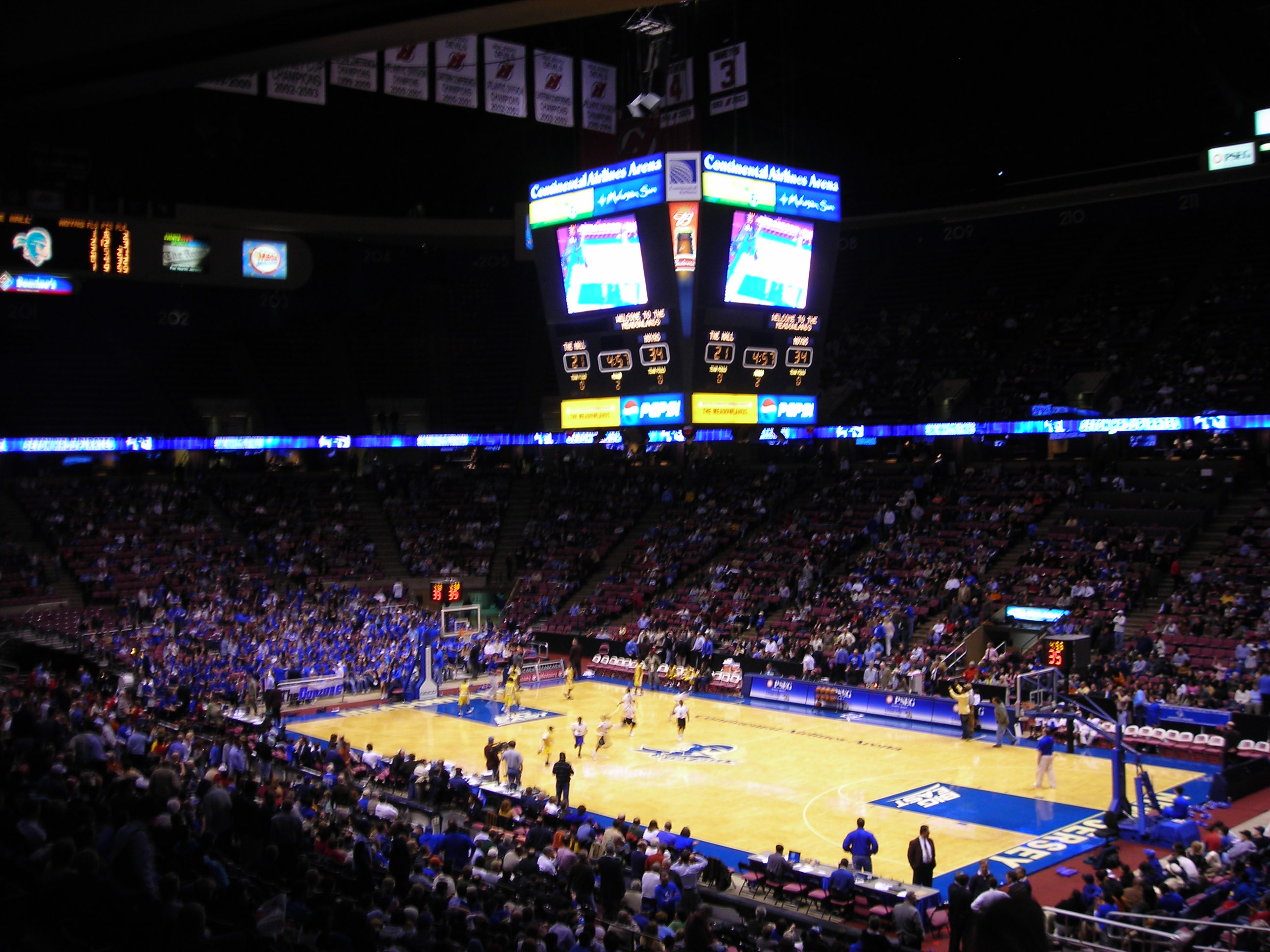
Innenansicht beim Basketball
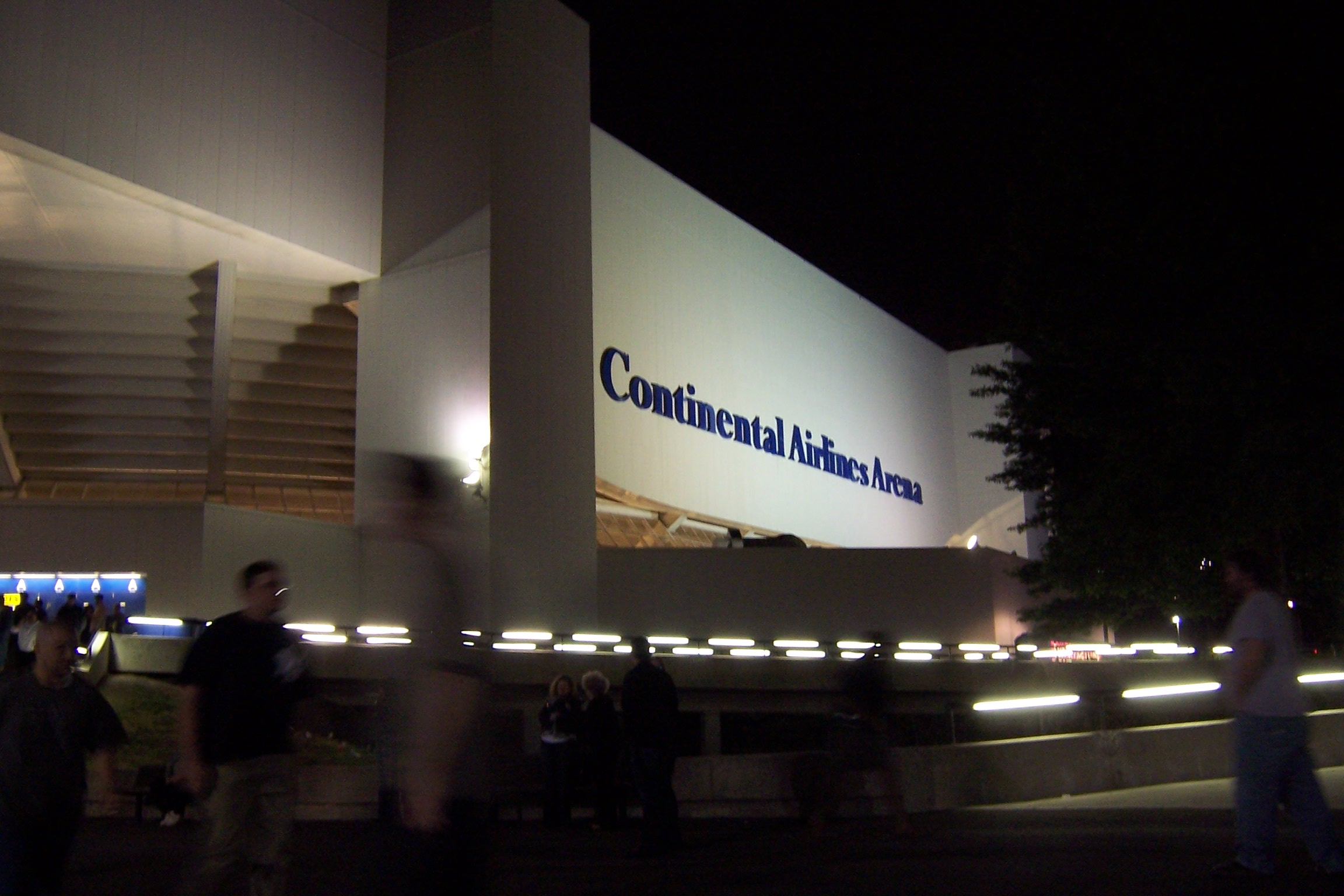
Nachtaufnahme der Continental Airlines Arena